# 조문정
조문정(한국 한자: 趙文廷,, 1970년 6월 20일 ~ 1994년 5월 25일)은 대한민국의 배우이다.

## 생애
서울여자대학교 불어불문학과를 졸업했다. 청순한 이미지로 대우, 기아, 하이c 오렌지 등 여러 광고에 출연했고, SBS 《공룡선생》등에도 출연했다. KBS에서는 아나운서 손범수와 함께 《올스타 청백전》을 진행했다.

## 사망
1994년 5월 24일, 경기도 고양시 탄현동(현재의 일산서구 탄현동) 서울방송 스튜디오에서 《공룡선생》 녹화를 마치고 돌아가던 중, 오후 7시 20분 경 고양시 식사동 부근에서 자신이 몰던 엑센트 승용차가 제일은행 야구장 입구(현재 동국대학교 일산병원)에서 빗길에 미끄러져 교통표지판을 들이받는 사고를 당했다. 그로 인해 중상을 입고 즉시 신촌 세브란스병원으로 옮겨져 치료를 받았으나 다음날인 5월 25일 오전 0시 5분쯤 24세의 나이로 사망했다.
한편, 본인(조문정)의 처음이자 마지막 드라마 출연작이었던 《공룡선생》은 본인(조문정)이 갑작스런 교통사고 때문에 중도하차한 뒤 김영옥 (국어교사 역) 김기현 (지리교사 역) SBS 공채 4기 출신 박소현(미술교사 역) 등이 1994년 6월 24일부터 중도합류했다.
이후,  MBC 공채 20기 출신 박철 (국어교사 역) SBS 공채 4기 출신 김남주 (음악교사 역) 등이 1994년 9월 9일부터 중도합류했으나 같은 달 30일 방송분에서  고교생이 수차례에 걸쳐 헬멧도 쓰지않은 채 오토바이를 탄 장면 등이 나온 뒤 청소년 시청자들한테 지적받았으며 1995년 3월 3일 막을 내렸다.

## 출연작

### TV
- 공룡선생 - 불어교사 역
- 올스타 청백전

### 광고
- 대우 탱크주의
- 기아 세피아